# 百花文学奖
百花文学奖创始于1984年，所有的奖项评选分别由读者和专家共同参与，以线上和线下投票两种形式完成选票的征集；前身为创刊于1980年的《小说月报》主办的专门性小说评选，奖项以读者投票评选为特色。

## 特色
每两年举办一次。共设立45个奖项，共评出包括长、中、短篇小说奖、小说双年奖小说新人奖，散文奖和散文特别奖几大奖项。

## 第十四届百花文学奖[2]
优秀中篇小说奖：方方《琴断口》、迟子建《鬼魅丹青》、孙惠芬《致无尽关系》、衣向东《养父养母》、徐坤《通天河》、范小青《嫁入豪门》、胡学文《像水一样柔软》、陈河《我是一只小小鸟》、叶广芩《状元媒》、阿袁《鱼肠剑》
优秀短篇小说奖：刘庆邦《人事》、苏童《香草营》、裘山山《致爱丽丝》、铁凝《咳嗽天鹅》、乔叶《妊娠纹》、韩少功《怒目金刚》、须一瓜《红痣》、滕肖澜《星空下跳舞的女人》、陈世旭《立冬·立春》、王保忠《家长会》。
原创长篇小说奖：叶兆言《苏珊的微笑》、张者《季节河》
原创中篇小说奖：罗伟章《考场》、叶广芩《小放牛》
原创短篇小说奖：陈九《老史与海》、刘庆邦《金眼圈》

## 第十五届百花文学奖
- 中篇小说奖：迟子建《别雅山谷的父子》、方方《声音低回》、邵丽《刘万福案件》、胡学文《从正午开始的黄昏》、钟求是《两个人的电影》、孙频《醉长安》、荆永鸣《北京房东》、李亚《武人列传》、阿袁《子在川上》、傅爱毛《你是我的眼》
- 短篇小说奖：莫言《澡堂》、韩少功《山那边的事》、范小青《天气预报》、叶兆言《美女指南》、铁凝《海姆立克急救》、毕飞宇《一九七五年的春节》、吴君《皇后大道》、金仁顺《梧桐》、刘庆邦《麦苗青青芦芽红》、笛安《光辉岁月》
- 原创长篇小说奖：严歌苓《补玉山居》、瑛子《婚刺》
- 原创中篇小说奖：叶广芩《凤还巢》、许春樵《知识分子》
- 原创中篇小说新人奖：袁亚鸣《跑路》
- 原创短篇小说奖：韩梦泽《月光下的平民》

## 第十六届百花文学奖
《小说月报》第十六届百花奖小说奖获奖篇目（2013-2014），颁奖会于2015年6月27日在天津举行。
- 短篇小说奖：晓苏《回忆一双绣花鞋》、毕飞宇《大雨如注》、贾平凹《倒流河》、徐则臣《六耳猕猴》、铁凝《火锅子》、苏童《她的名字》、蒋一谈《林荫大道》、张楚《野象小姐》、王方晨《大马士革剃刀》、秦岭《女人和狐狸的一个上午》、尤凤伟《金山寺》

- 中篇小说奖：方方《涂自强的个人悲伤》、迟子建《晚安玫瑰》、蒋韵《朗霞的西街》、胡学文《风止步》、叶广芩《太阳宫》、邵丽《第四十圈》、弋舟《所有路的尽头》、石一枫《世间已无陈金芳》、赵玫《蝴蝶飞》、陈应松《滚钩》、王十月《人罪》、普玄《资源》、林那北《雅鲁藏布江》、凡一平《非常审问》

- 长篇小说奖：王海鸰《新恋爱时代》、严歌苓《老师好美》

- 小说双年奖：徐皓峰《师父》、蔡骏《北京一夜》

- 小说新人奖：向春《被切除》

- 散文奖：王开岭《夜泊笔记》、周晓枫《素描簿》、丁燕《断裂人》、小茶《断章》、于坚《盐津的蜂蜜》、朱以撒《流水》、祝勇《永和九年的那场醉》、塞壬《悲迓》、艾平《锯羊角的额吉》、鲍尔吉·原野《童年的梯子通向天堂》、麦家《致父信》、刘亮程《驴叫是红色的》

- 散文特别奖：马雁《马雁散文小辑》

## 第十八届百花文学奖
短篇小说奖：储福金《棋语·搏杀》、苏童《玛多娜生意》、毕飞宇《两瓶酒》、蒋子龙《暗夜》、莫言《等待摩西》、任晓雯《换肾记》、徐则臣《兄弟》、黄咏梅《给猫留门》、刘庆邦《燕子衔泥到梅家》、汤成难《鸿雁》。
中篇小说奖：孙频《光辉岁月》、张悦然《大乔小乔》、房伟《猎舌师》、徐贵祥《鲜花岭上鲜花开》、石一枫《借命而生》、胡学文《龙门》、迟子建《候鸟的勇敢》、林森《海里岸上》、张欣《黎曼猜想》、杨少衡《鱼类故事》。
长篇小说奖：红日《文联主席的驻村笔记》、周建新《王的背影》。
散文奖：李万华《丙申年》、钱红莉《春有信》、陈霁《锦书 1990》、于坚《治多采风记》、韩浩月《给某某的信，兼致故乡》、张炜《松浦居随笔》、傅菲《每一种植物都有神的面孔》、徐可《大敦煌》、熊育群《双族之城》、黄桂元《栖居于潮落潮起》。
科幻文学奖：霜月红枫《心殇》、汪洁《时间囚笼》、王元《火星节考》。
影视剧改编价值奖：王可以《可以在路上》、瑛子《我的博士女友》。
编辑奖：吴越、王小王、徐则臣、吴昊、宁肯、于文舲、周明全、李双丽、孔令燕、走走、李兰玉、季亚娅、陈崇正、王彪、刘汀、杨瑛、王童、马小淘、崔健。

## 第十九届百花文学奖
短篇小说奖：班宇《冬泳》、董夏青青《在阿吾斯奇》、阿占《制琴记》、冯骥才《木佛》、宁肯《火车》、弋舟《鼠辈》、哲贵《仙境》、乔叶《给母亲洗澡》、文清丽《耳中刀》、陈蔚文《锦衣》。
中篇小说奖：范稳《橡皮擦》、尹学芸《补血草》、鲁敏《或有故事曾经发生》、马小淘《骨肉》、艾伟《敦煌》、邵丽《黄河故事》、张楚《过香河》、刘汀《何秀竹的生活战斗》、老藤《忧郁的星期天》、余耕《我是夏始之》。
长篇小说奖：李佩甫《河洛图》、赵本夫《荒漠里有一条鱼》。
散文奖：熊亮《万物如果开口说话》、赵冬妮《老布拉格：城堡、教堂和广场》、王月鹏《点灯的人》、王开岭《南方，南方》、渊子《蒋小宣的爱情》、张岚《旧时光》、范晓波《星空下》、穆涛《中国时令的内部结构》、李修文《致母亲》、李青松《大麻哈鱼》。
科幻文学奖：段子期《加油站夜遇苏格拉底》、柒武《真实表演》、游者《至美华裳》。
影视剧改编价值奖：海飞、赵晖《内线》，丽端《潘安传》。
文化交流特别奖：陈毅达《海边春秋》、武自然《啊哈嗬咿》、光明日报文艺部《致敬英雄——2020抗疫报告文学集》。
编辑奖：孟小书、文苏皖、程绍武、师力斌、余静如、王十月、宗永平、张颐雯、王彪、谷禾、季亚娅、朱婧熠、马天牧、王继军、李雪、明江、杨晓澜、韦露。

## 外部連結
- 百花文艺出版社